# Fort Manoel

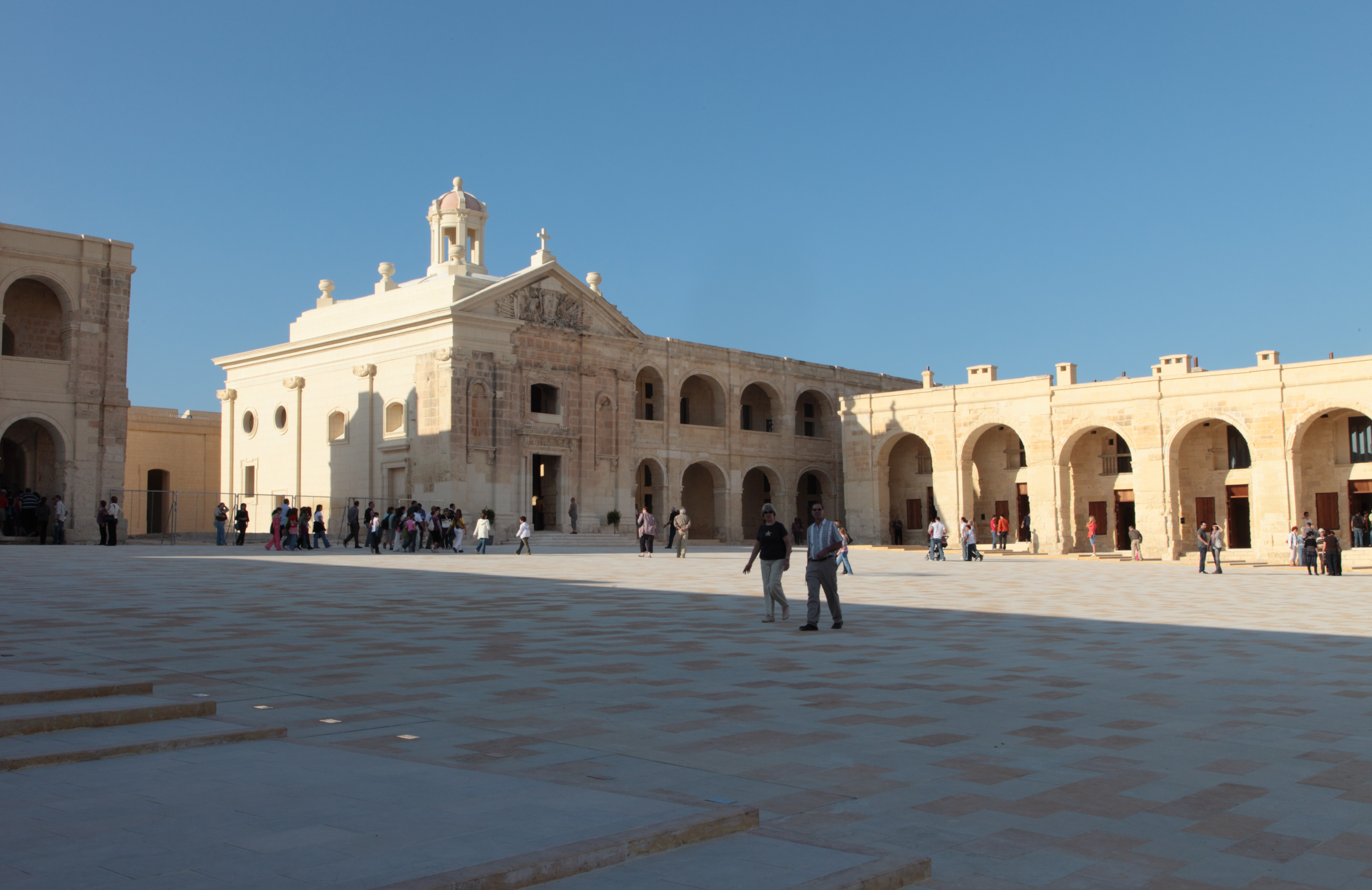
Interior del fort

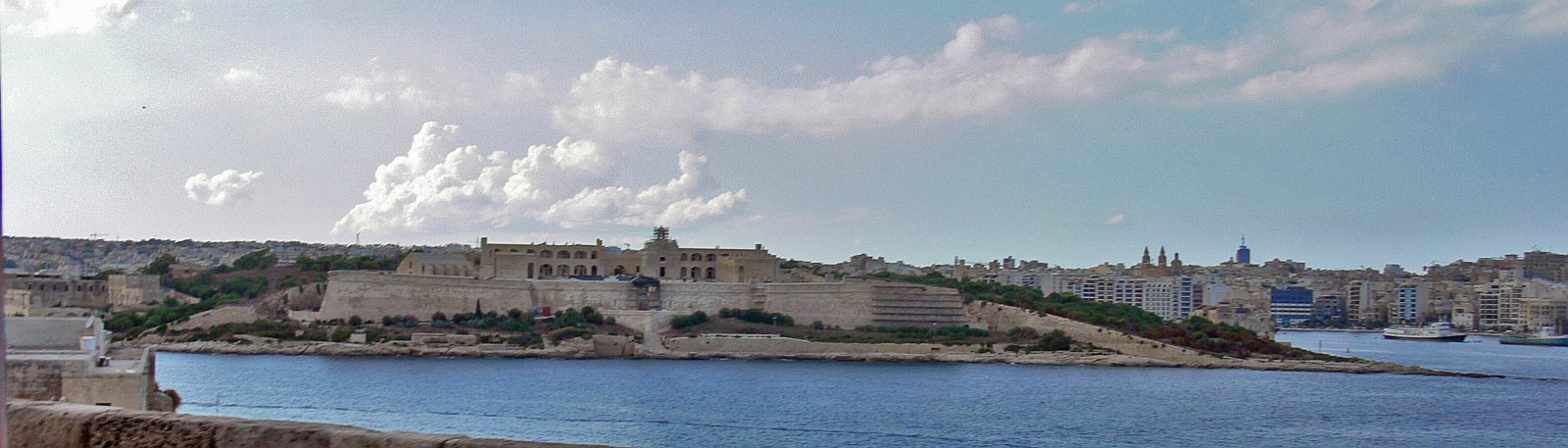
El fort vist des de La Valetta

El Fort Manoel és una fortificació de l'illa de Malta. Està situada a l'Illa Manoel al Port de Marsamxett, al nord de La Valletta i comanda l'entrada d'aquest port i els ancoratges a Sliema.

## General
El Fort Manoel és un fort en estrella construït amb pedra autòctona de l'illa. Va ser construït per l'Orde de Sant Joan de Jerusalem per protegir el nord de La Valletta d'accions d'artilleria des d'Isolotto al Port de Marsamxett entre 1723 i 1755 per ordre del Gran Mestre portuguès António Manoel de Vilhena, que va proveir els fons per la construcció, i en el seu honor es va anomenar la fortalesa.
El disseny original del fort a l'illa i que es coneix com a Isolotto fou del francès René Jacob de Tigné. El disseny final va incorporar treballs de Charles François de Mondion, que era l'enginyer militar de l'Orde en aquell temps. Mondion va supervisar la construcció i sembla que havia estat enterrat a la capella del fort, dedicada a Sant Antoni de Pàdua.
El fort va ser un actiu militar per als cavallers de l'Orde i després per a l'Imperi Britànic.

## Segona Guerra Mundial
Durant la Segona Guerra Mundial una bateria de 3,7 polzades antiaèries es va desplegar en aquest castell. Les armes van ser disposades en un semicercle al voltant del fort. Els atacs aeris durant la Segona Guerra Mundial malmeteren el castell.

## En l'actualitat
El fort està actualment en restauració per reparar els desperfectes que ocasiona el pas del temps i el mal sofert durant la Guerra. La restauració, iniciada el 2000, s'acabà el 2010.